# Kepuh Rubuh
Kepuh Rubuh is een bestuurslaag in het regentschap Ponorogo van de provincie Oost-Java, Indonesië. Kepuh Rubuh telt 1654 inwoners (volkstelling 2010).